# Pékin Express : La Route du bout du monde
Vous pouvez aider à l'améliorer ou bien discuter des problèmes sur sa page de discussion.
- Son texte doit être wikifié : il ne correspond pas à la mise en forme Wikipédia (style, typographie, liens internes, liens entre les wikis, etc.). (Marqué depuis juillet 2022)
- Il n’est pas rédigé dans un style encyclopédique. (Marqué depuis juillet 2022)

Pékin Express : La Route du bout du monde, est la 5e édition du jeu télévisé Pékin Express, émission de télévision franco-belgo-luxembourgeoise de téléréalité, diffusée chaque semaine sur M6 du mardi 13 avril 2010 au mardi 29 juin 2010. Elle est également diffusée en Belgique du lundi 5 juillet 2010 au samedi 7 août 2010 sur Plug RTL. Elle est présentée par Stéphane Rotenberg, désigné comme directeur de course. Ce sont Cécilia et Matthieu, le couple de sportifs, qui l'emportent. Ils empochent la somme de 69 000 €.

## Production et organisation
L'émission est présentée par Stéphane Rotenberg, qui a le rôle de directeur de course, et est produite par Studio 89 Productions. L'émission est réalisée par Laurent Villevieille et Sébastien Zibi.
Pour la seconde fois, l'émission se déroulera en Amérique Latine, à travers 3 pays : l'Équateur, le Chili, et l'Argentine. Les dix nouvelles équipes de candidats ont commencé le tournage en Équateur, le mardi 27 octobre 2009. Il s'est achevé en Argentine, le jeudi 10 décembre 2009.
L'émission est suivie en deuxième partie de soirée par Pékin Express : L'aventure continue, où nous découvrons les coulisses de l'émission, découvrons ou re-découvrons les moments forts de la saison, et des saisons précédentes. Enfin, une interview avec le binôme éliminé est diffusée.

## Principe
Comme pour chaque saison de Pékin Express, chaque équipe gère un budget équivalent à un euro par jour et par personne. Cette année les équipes reçoivent :
- Équateur → 1,30 USD
- Chili → 640 CLP
- Argentine → 5 ARS

Cet argent est alloué à l'achat de nourriture et doit être utilisé uniquement pendant les heures de course. Pour leur progression, les équipes doivent pratiquer l'auto-stop, et se faire offrir le gîte et le couvert la nuit tombée. Chaque équipe se voit attribuer une balise leur permettant d'être notifiés du début et de la fin de la course. Lors de l'élimination, cette balise doit être remise au directeur de course, action marquant alors la fin de l'aventure.

### Règles habituelles
Pour cette saison, les règles habituelles sont présentes, à savoir : l'épreuve d'immunité, qui permet à une équipe d'être immunisée le reste de l'étape ; le drapeau rouge, qui permet au binôme l'ayant en sa possession de stopper des concurrents dans leur course pendant 15 min ; le handicap remis à l'équipe arrivée dernière lors d'une étape non-éliminatoire; le bonus qui permet à une équipe de vivre un moment unique à la découverte d'un lieu exceptionnel ou de pouvoir obtenir un toit pour la nuit; l' enveloppe noire qui permet de savoir si l'étape est éliminatoire ou non; les équipes mixées qui impose de devoir faire la route avec un autre candidat sous la forme des pousseurs et des ralentisseurs; le trek qui impose aux équipes de faire une partie de la route à pieds; l' étape urbaine qui oblige les équipes à se confronter à une grande ville; le drapeau à damier qui impose aux binômes un nouveau moyen de transport; l' équipe cachée offre la possibilité à une équipe arrivée dernière lors d'une étape éliminatoire, la possibilité de réintégrer la course sans se faire repérer par les autres.

### Nouveautés
Pour cette saison, de nouvelles règles viennent s'ajouter pour pimenter la course, à savoir : les départs échelonnés, qui obligent les équipes à prendre le départ à 10 min d'intervalles entre chaque binôme et la balise infernale, qui oblige les équipes à descendre de véhicule à chaque fois qu'elle sonne.

## Le parcours
| Étapes | Pays      | Parcours | Kilomètres | Excursions                   |
| ------ | --------- | --- | ---------- | ---------------------------- |
| 1      | Équateur  | Forêt amazonienne - Lago Agrio - Quito - Baños | 465 Km     | Parc national Yasuni         |
| 2      | Équateur  | Baños - Urbina - Quatro Esquinas - Volcan Chimborazo - Riobamba - Cuenca                                                                                | 388 Km     |                              |
| 3      | Équateur  | Cuenca - Machala - Guayaquil | 385 Km     | Îles Galápagos Puerto Grande |
| 4      | Chili     | Humberstone - Iquique - Calama - Río Grande | 515 Km     | Mine de Chuquicamata         |
| 5      | Chili     | Mantachilla - Désert d'Atacama - Antofagasta | 352 Km     |                              |
| 6      | Chili     | La Serena - Viña del Mar - Valparaíso - Santiago | 527 Km     | Île de Pâques                |
| 7      | Argentine | Uspallata - Potrerillos - Mendoza - Luján de Cuyo - Lunlunta - Mendoza - Córdoba                                                                        | 709 Km     |                              |
| 8      | Argentine | Alta Gracia - Monte Buey - San Antonio de Areco | 625 Km     |                              |
| 9      | Argentine | San Antonio de Areco - Buenos Aires - Tigre | 199 Km     |                              |
| 10     | Argentine | Puerto Madryn - Bahía Bustamante - Comodoro Rivadavia - Los Antiguos                                                                                    |            | Péninsule Valdés             |
| 11     | Argentine | Perito Moreno - Tres Lagos - El Calafate - Glacier Perito Moreno - El Calafate - Río Gallegos - Punta Loyola                                            |            |                              |
| 12     | Argentine | Punta Loyola - Río Gallegos - Île Gable - Île Martillo - Puerto Almanza - Bahia Brown - Tolhuin - Candelaria - Tolhuin - Haruwen - Rio Olivia - Ushuaïa |            |                              |

|  |

## Les paysages

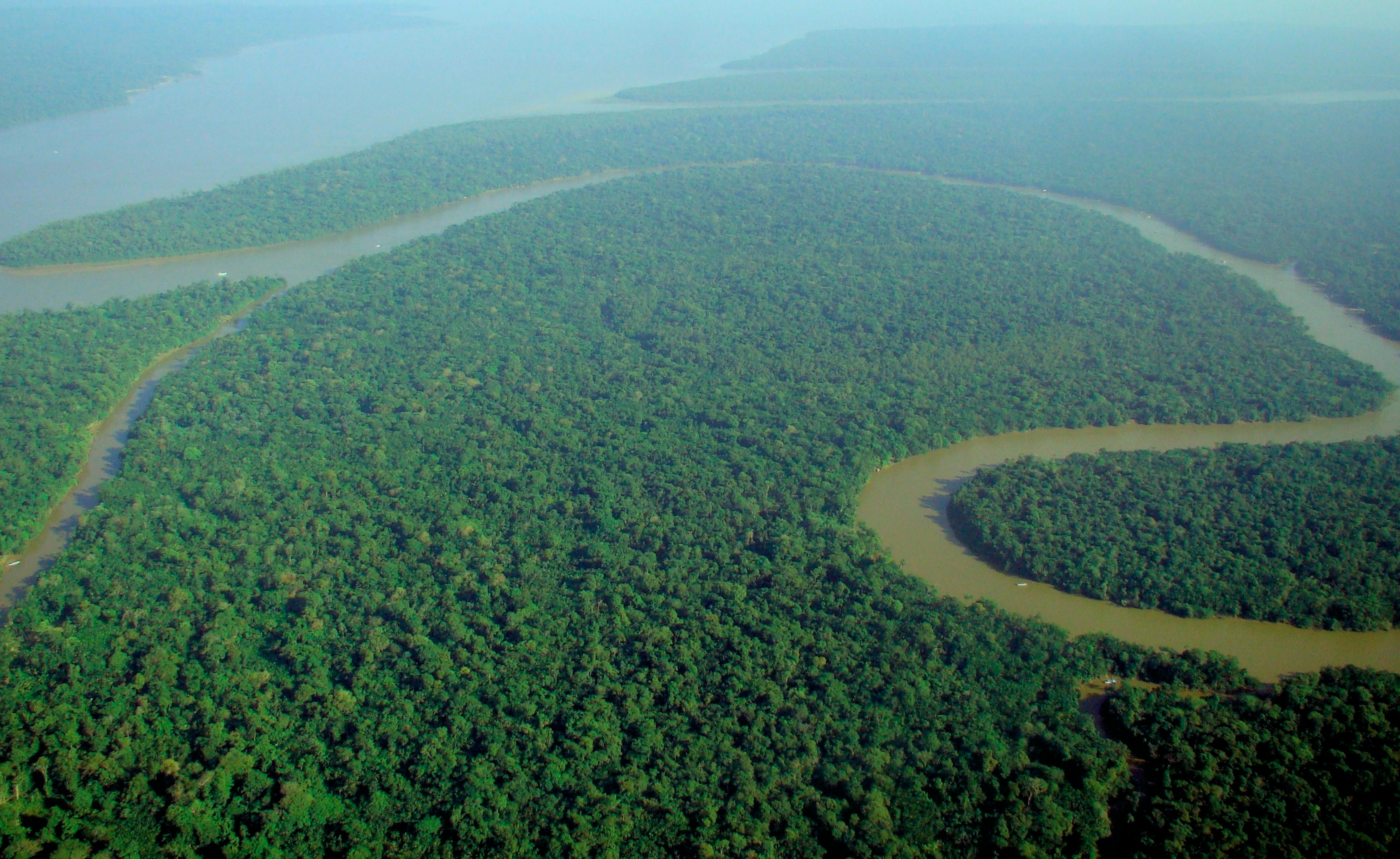
La Forêt amazonienne - Étape 1
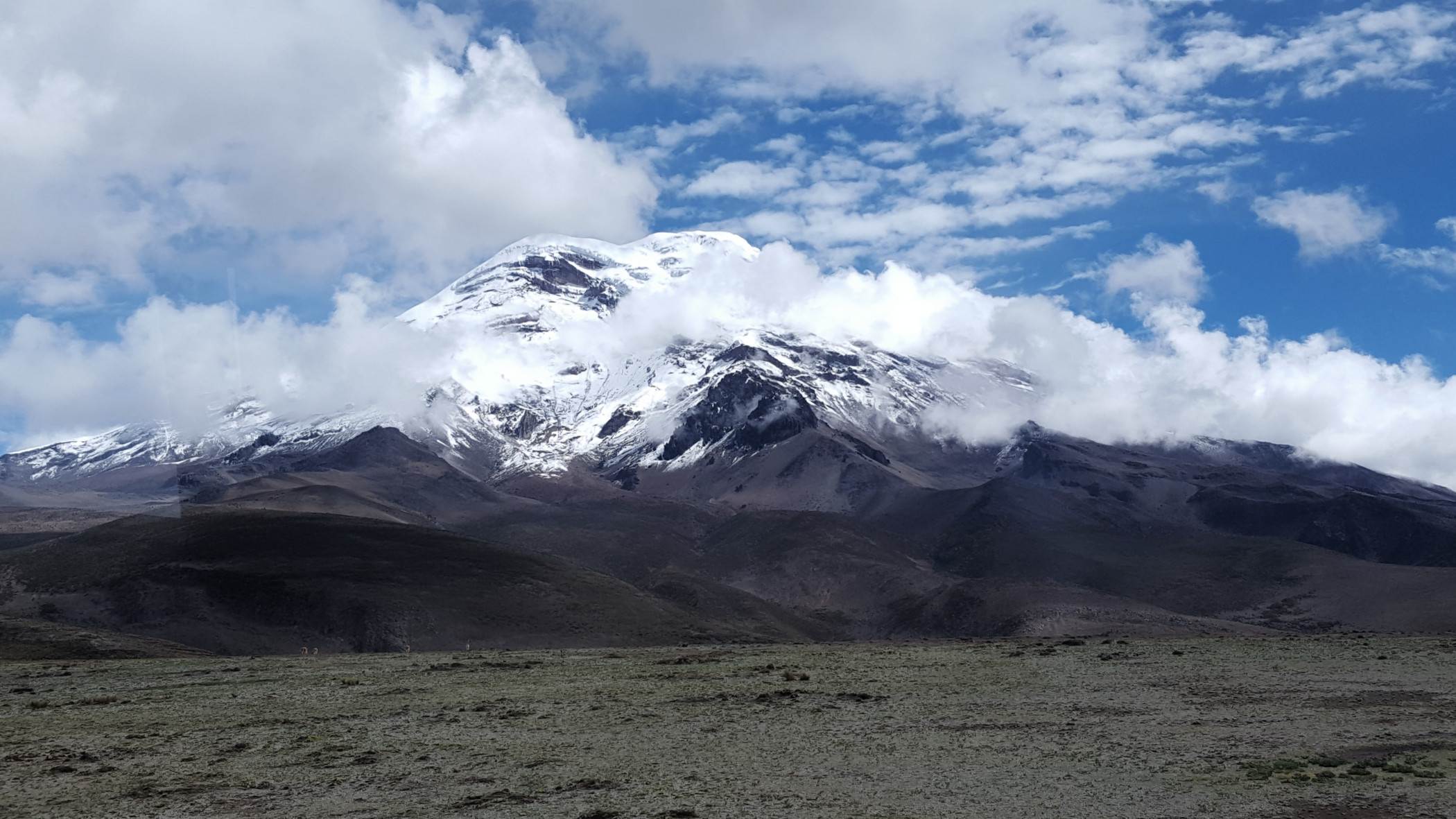
Le volcan Chimborazo - Étape 2
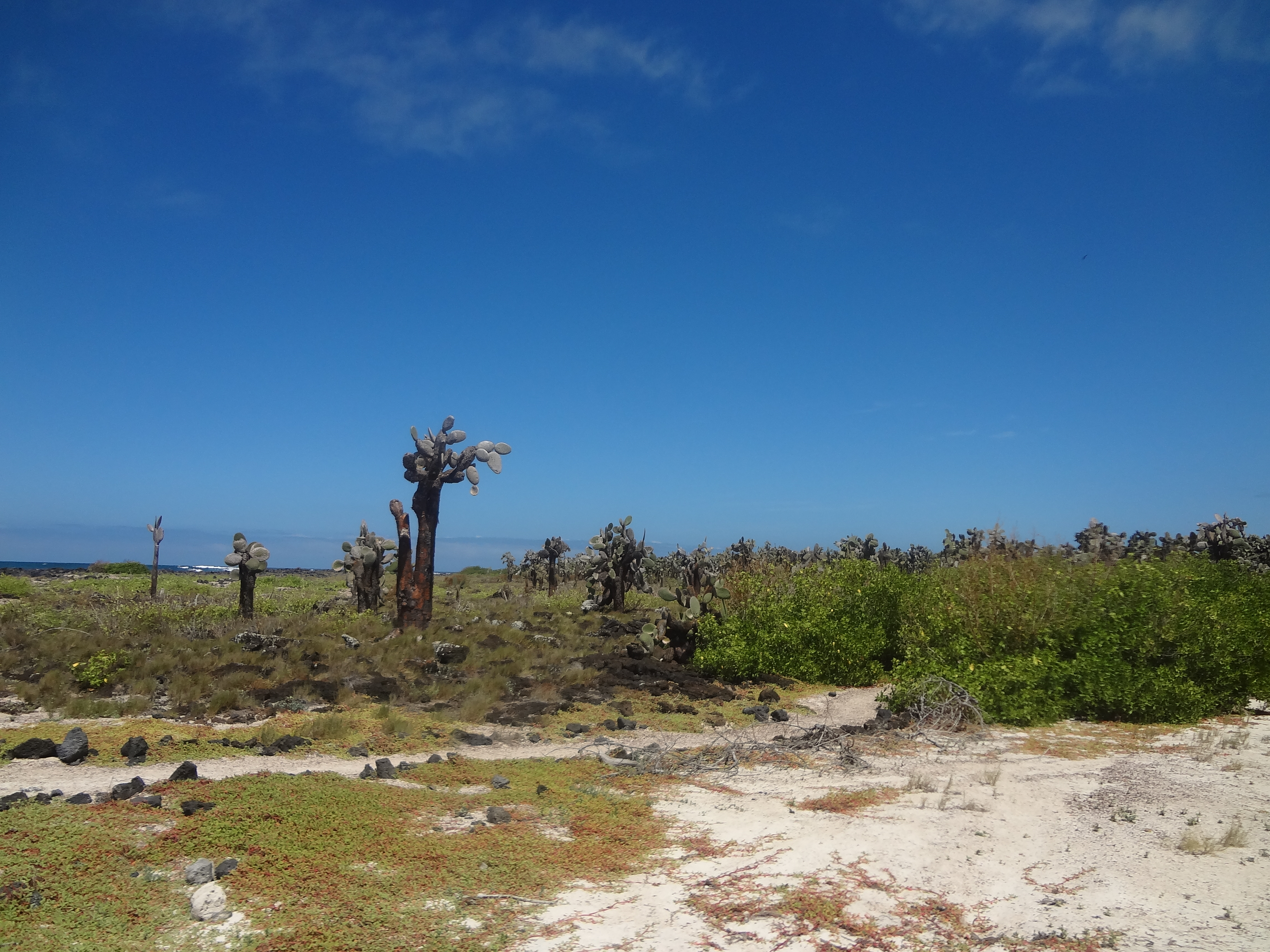
Les Îles Galápagos - Étape 3
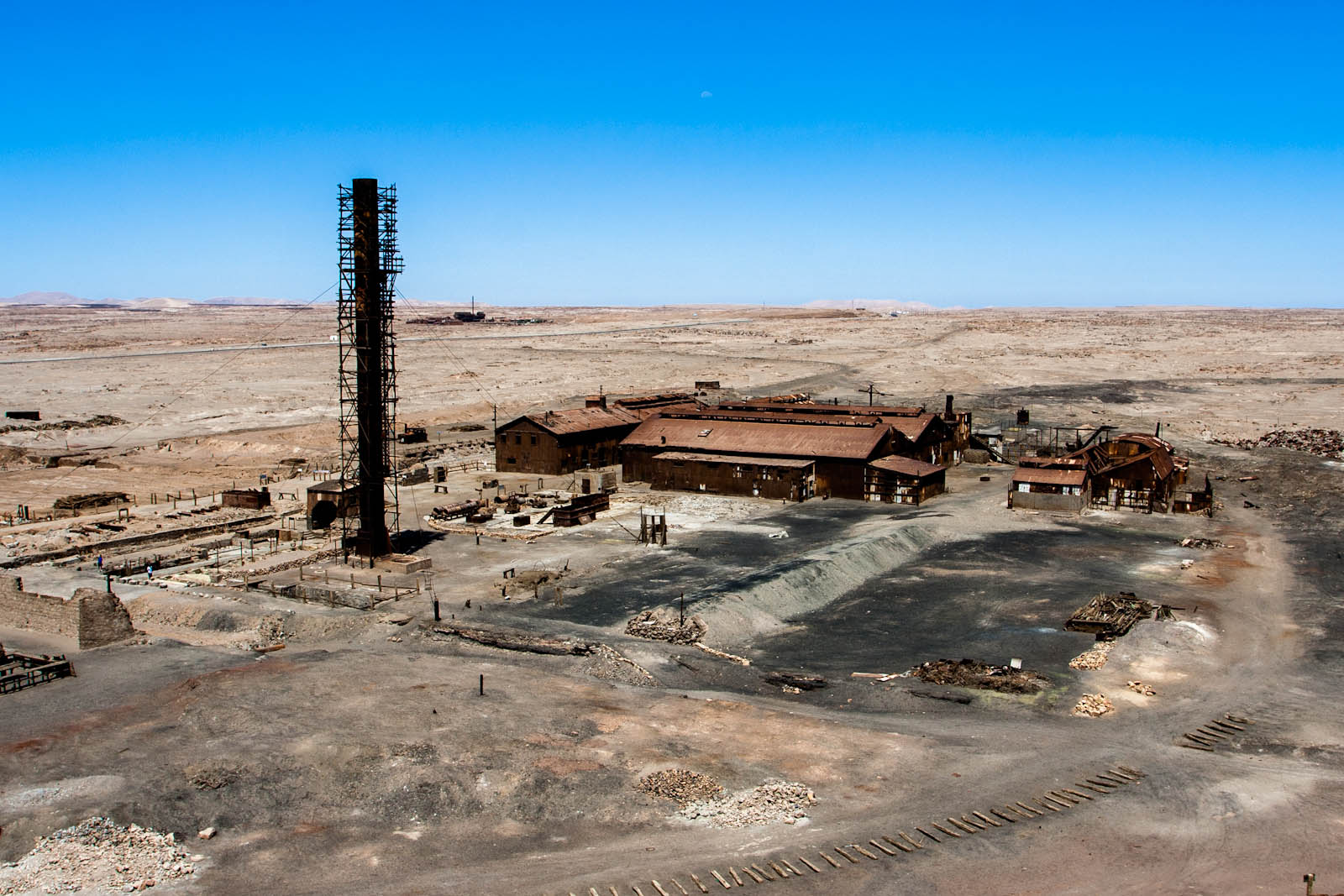
La ville fantôme d'Humberstone - Étape 4
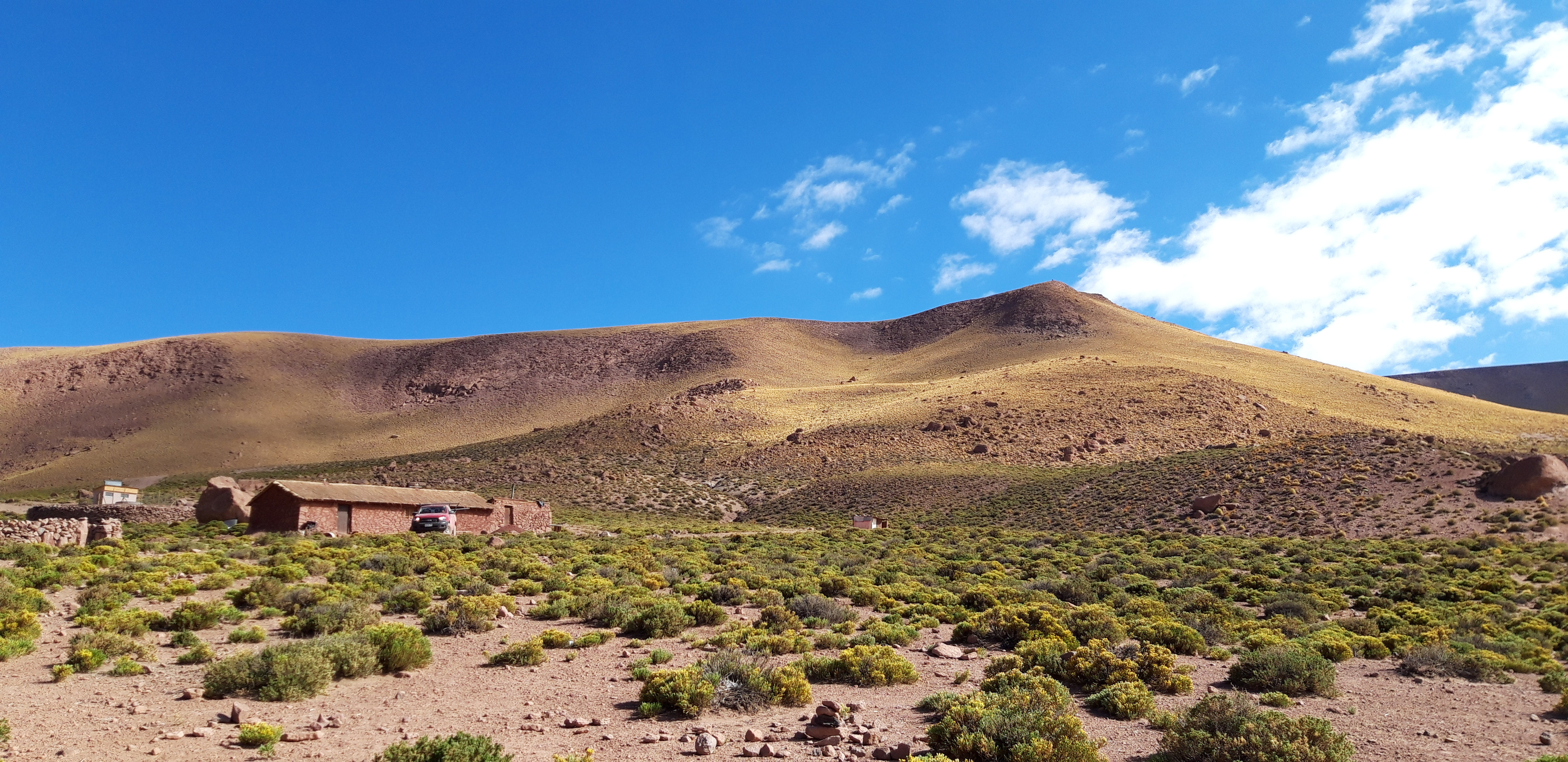
Le Désert d'Atacama - Étape 5
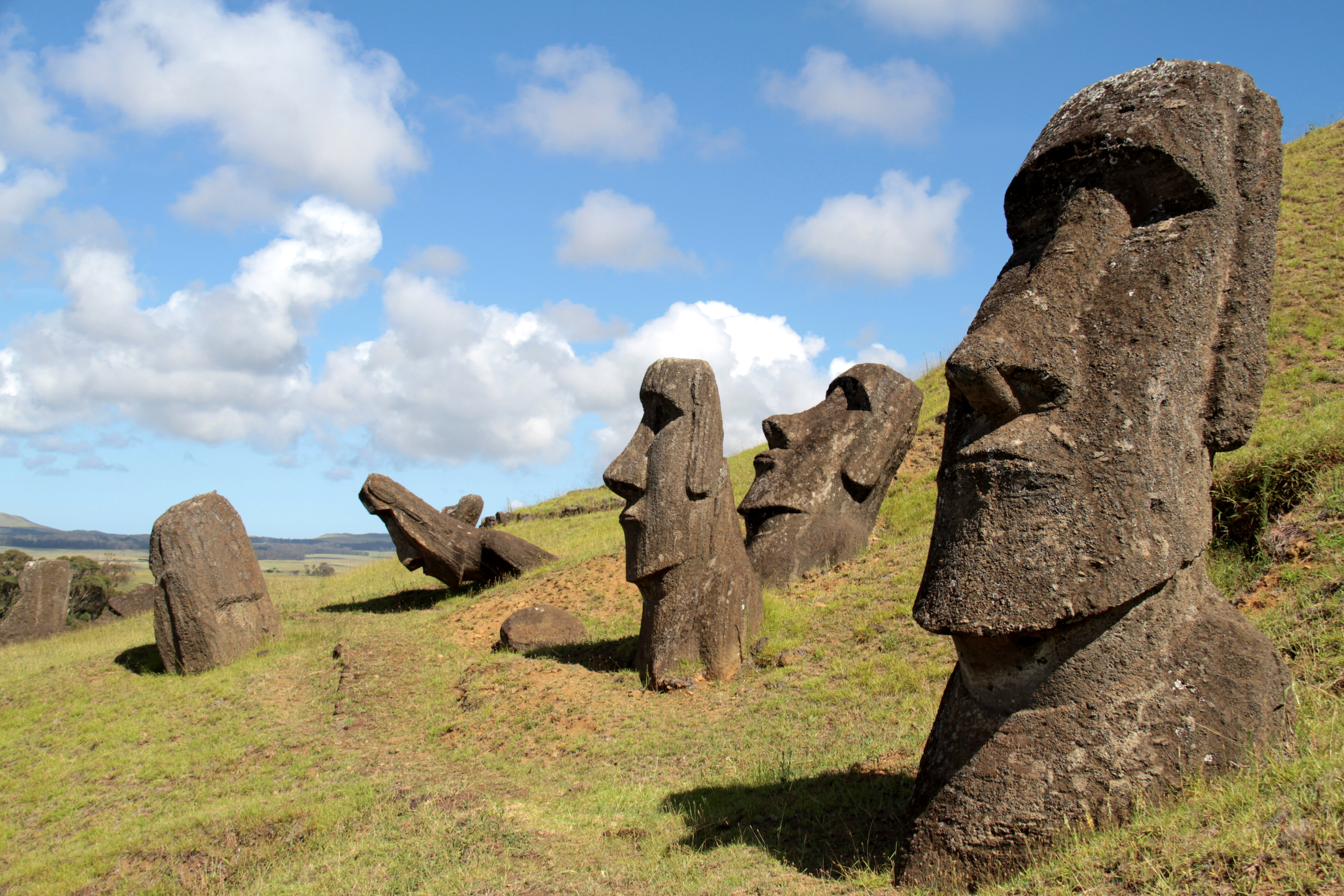
L'Île de Pâques - Étape 6
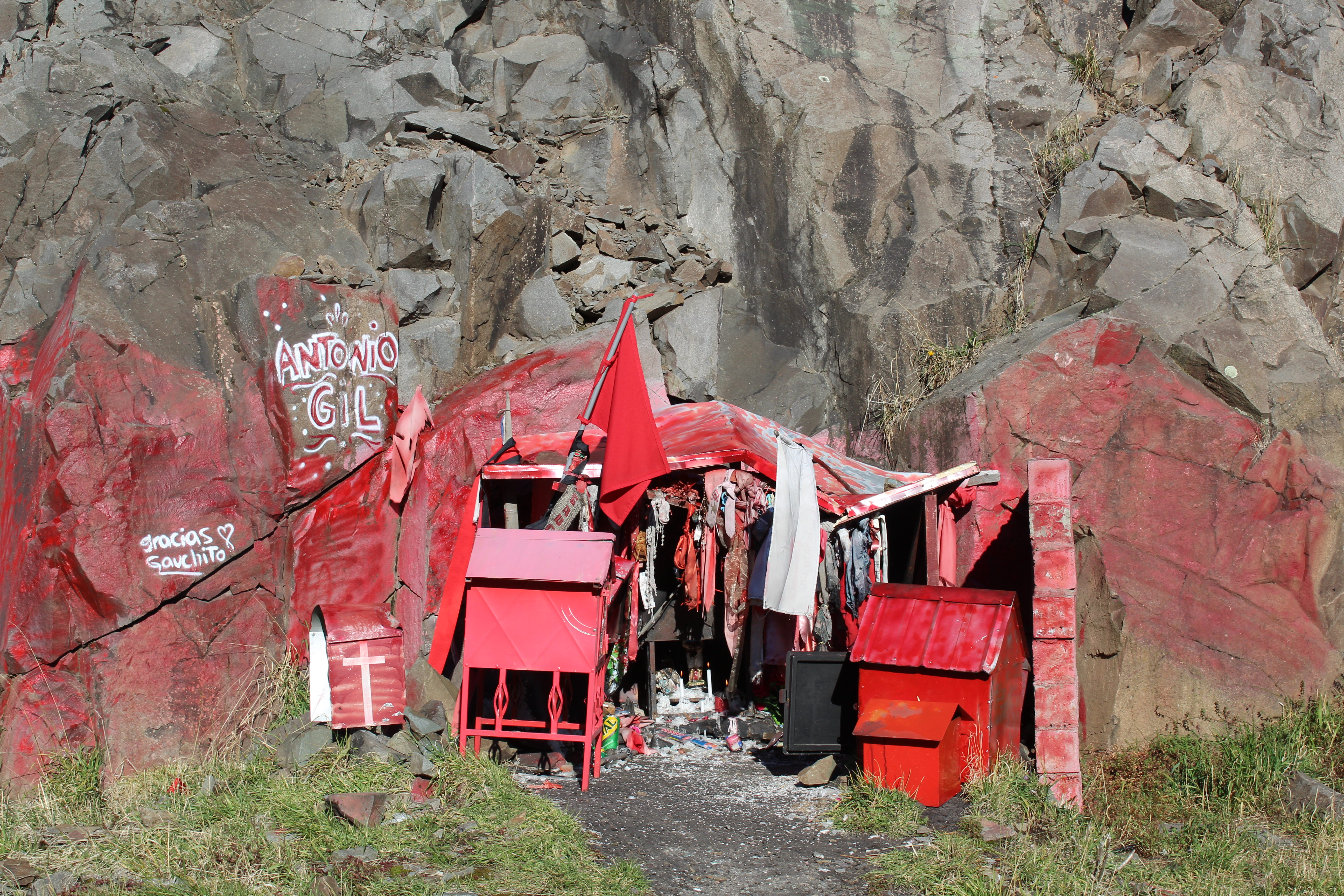
Un autel à la gloire de Gauchito Gil - Étape 8
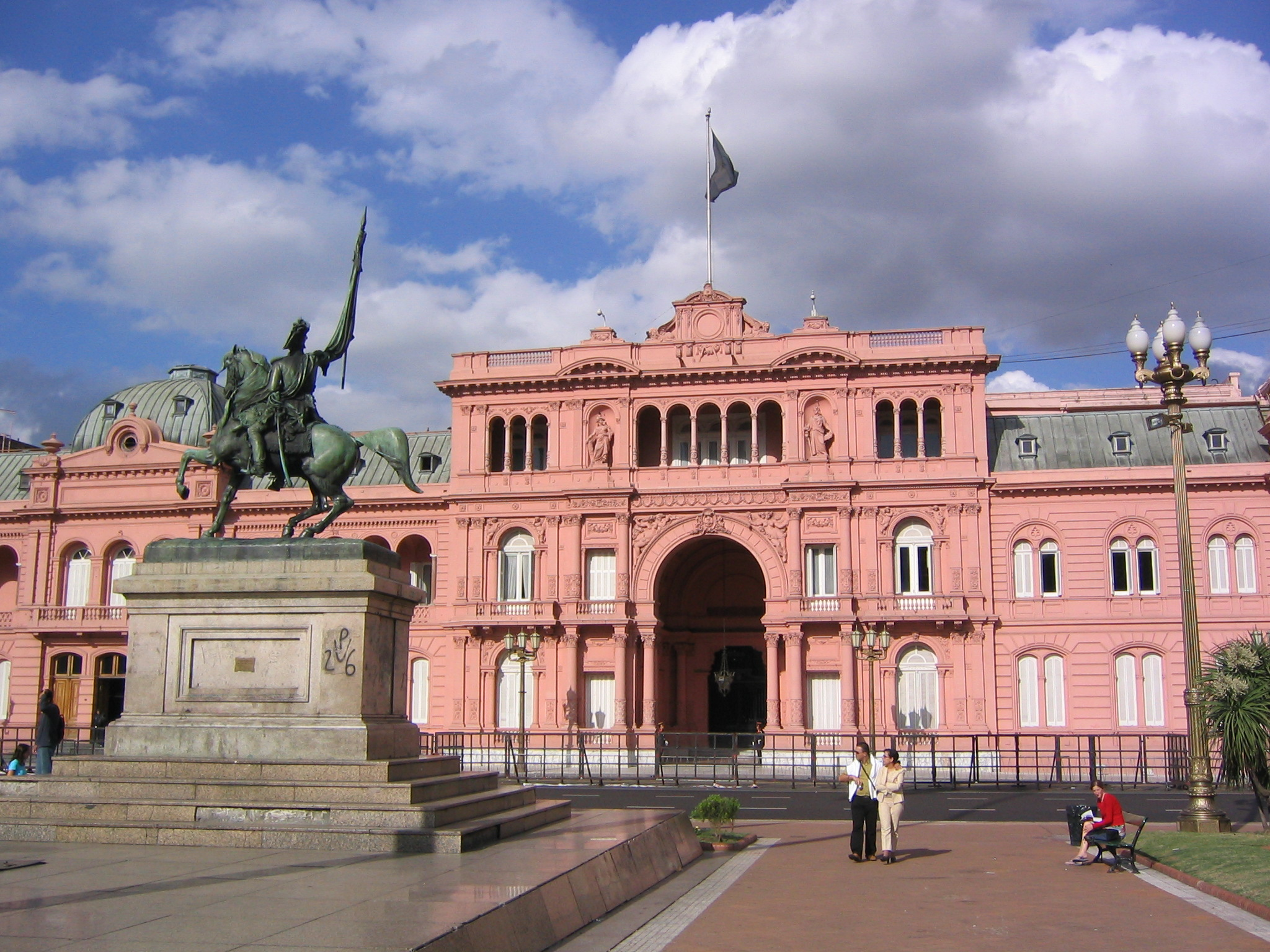
La Casa Rosada de Buenos Aires - Étape 9
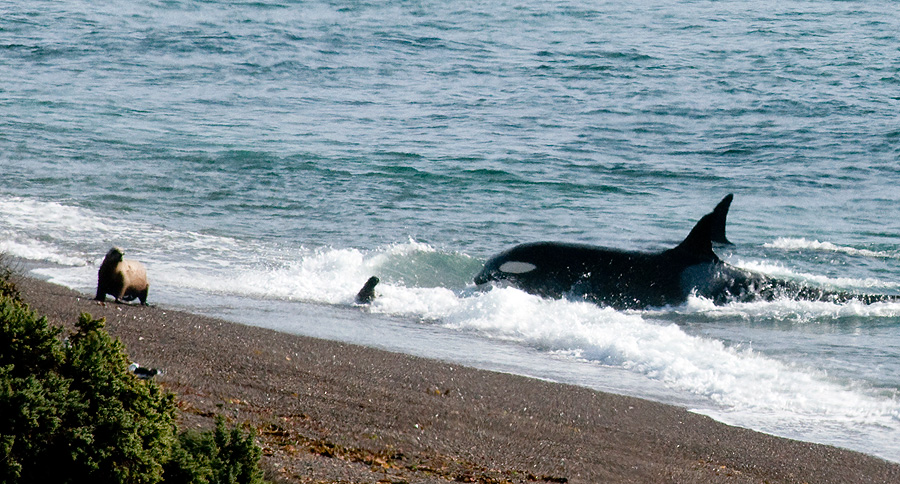
La Péninsule de Valdés - Étape 10
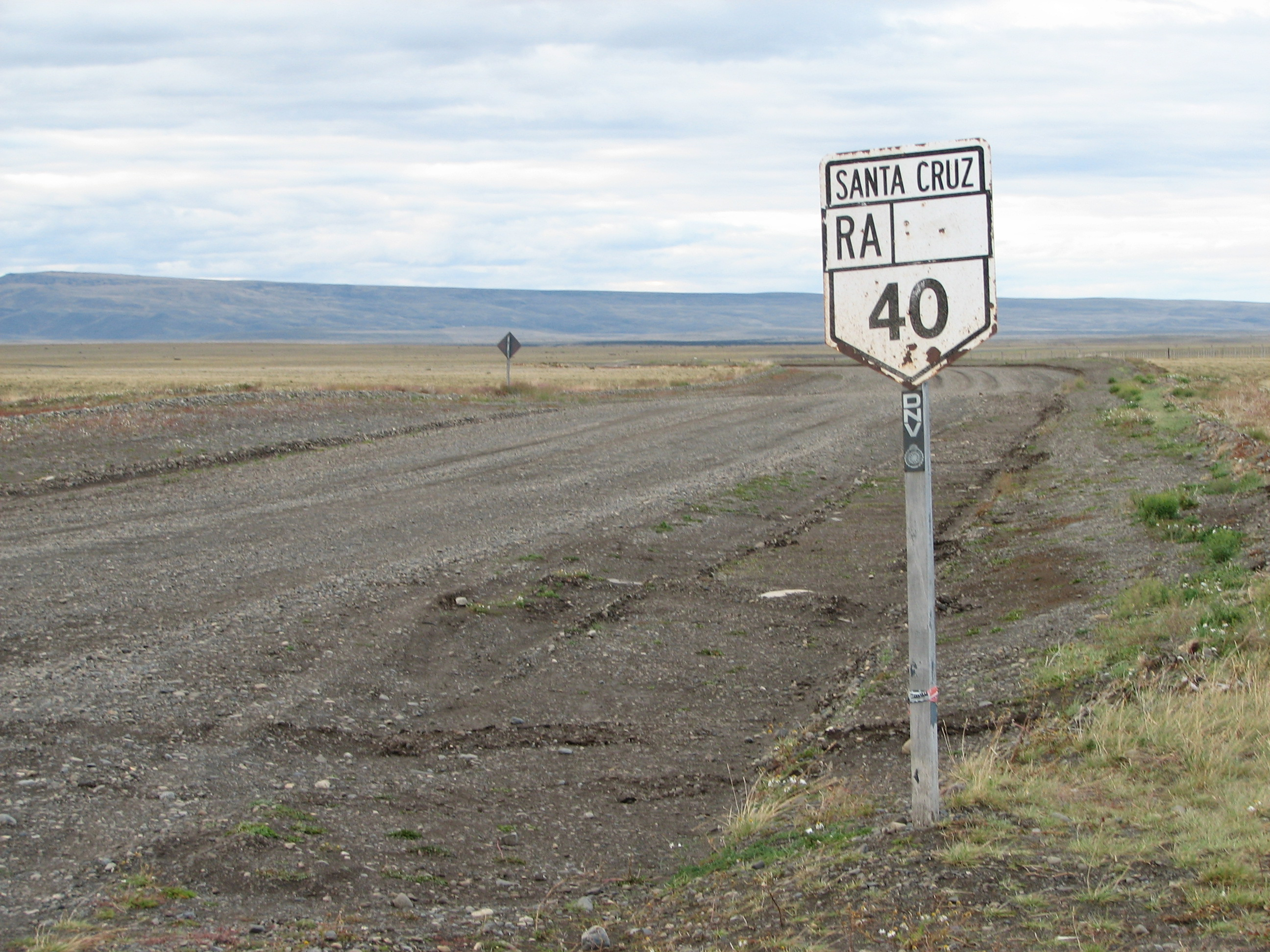
La route 40 - Étape 11
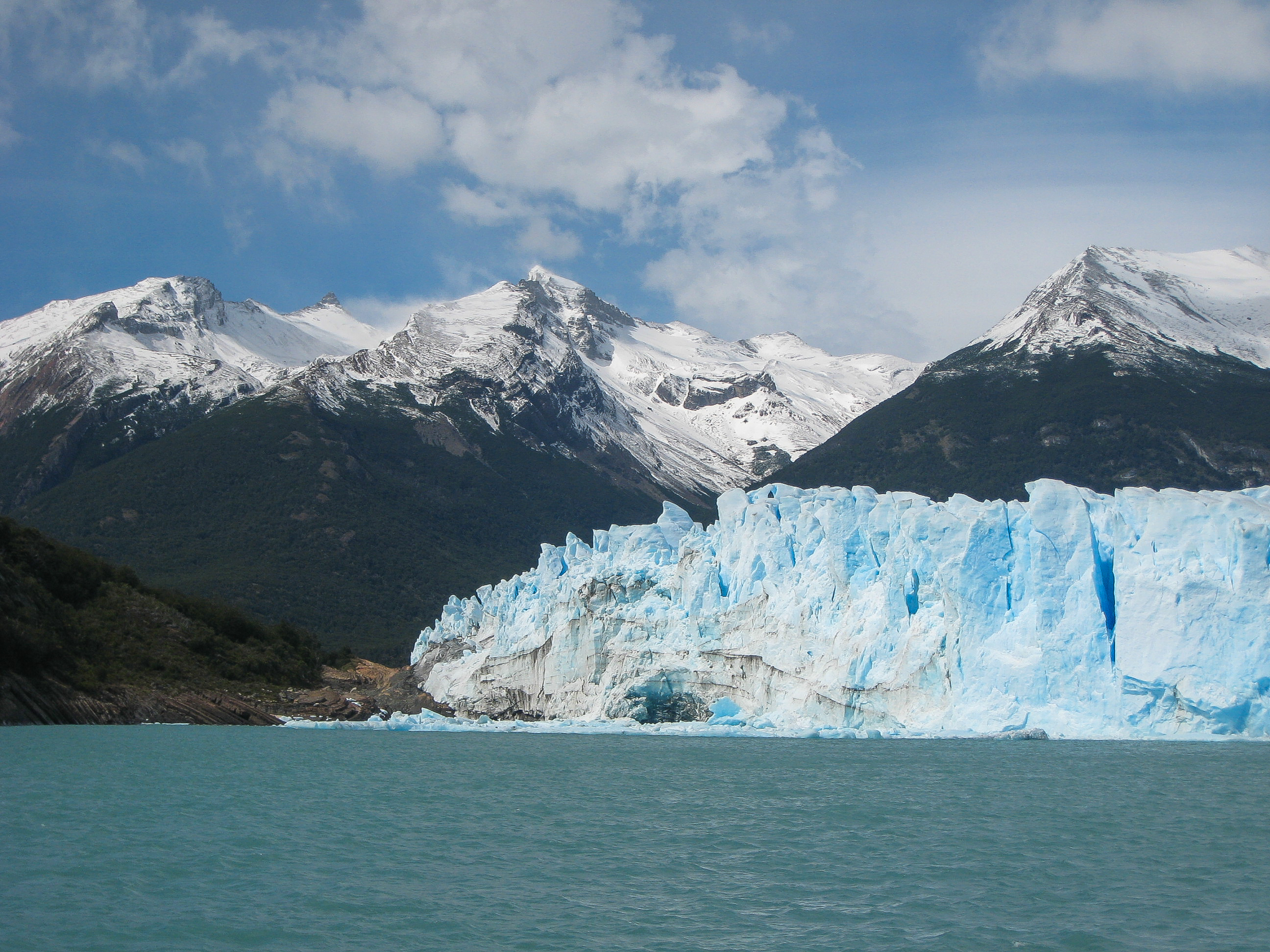
Le Glacier Perito Moreno - Étape 11
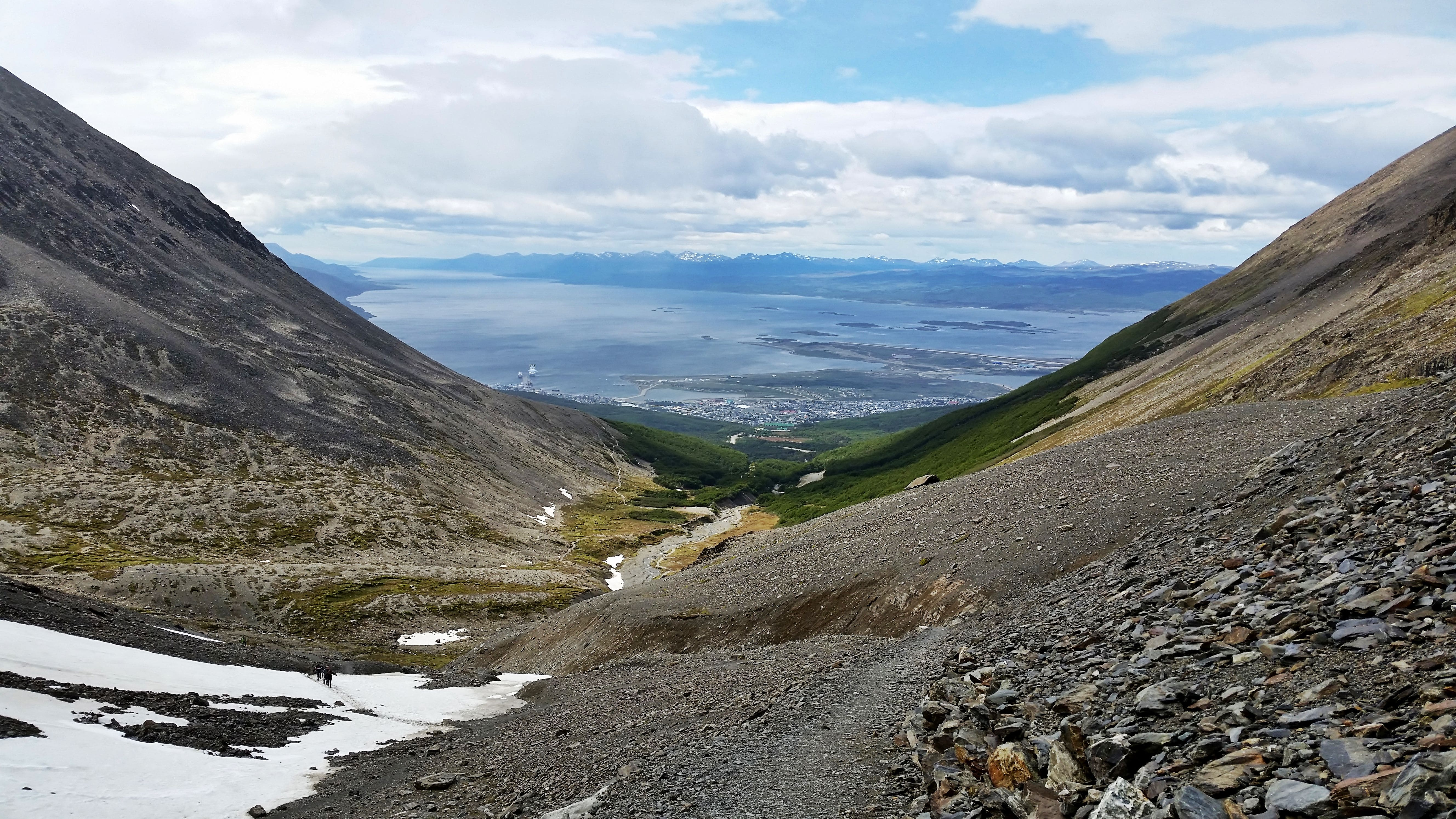
La ville d'Ushuaïa et le glacier Martial - Étape 12

## Progression des équipes
|                       | Présentation des équipes                                        | Étapes                | Étapes             | Étapes             | Étapes             | Étapes                 | Étapes                       | Étapes                       | Étapes                       | Étapes                       | Étapes                       | Étapes                       | Étapes                       | Étapes                       | Étapes                       | Étapes                       |
| 1                     | Présentation des équipes                                        | 2                     | 3                  | 4                  | 5                  | 6                      | 7                            | 8                            | 9                            | 10                           | 11                           | 12                           | 12                           | 12                           | 12                           |                              |
| --------------------- | --------------------------------------------------------------- | --------------------- | ------------------ | ------------------ | ------------------ | ---------------------- | ---------------------------- | ---------------------------- | ---------------------------- | ---------------------------- | ---------------------------- | ---------------------------- | ---------------------------- | ---------------------------- | ---------------------------- | ---------------------------- |
| Drapeau de l'Équateur | Drapeau de l'Équateur                                           | Drapeau de l'Équateur | Drapeau du Chili   | Drapeau du Chili   | Drapeau du Chili   | Drapeau de l'Argentine | Drapeau de l'Argentine       | Drapeau de l'Argentine       | Drapeau de l'Argentine       | Drapeau de l'Argentine       | Drapeau de l'Argentine       | Drapeau de l'Argentine       | Drapeau de l'Argentine       | Drapeau de l'Argentine       | Drapeau de l'Argentine       |                              |
| 1°                    | Cécilia et Matthieu Le couple de sportifs 32 ans - 25 ans       | 6e                    | 9e                 | 4e                 | 1er                | 1er                    | 6e                           | 5e                           | 2e                           | 1er                          | 1er                          | 1er                          | 1er                          | 1er                          | 1er                          | 1er                          |
| 1°                    | Cécilia et Matthieu Le couple de sportifs 32 ans - 25 ans       |                       | NE                 |                    |                    |                        |                              |                              |                              |                              |                              |                              |                              | -                            |                              |                              |
| 2°                    | Yousra et Randa Les sœurs inséparables 33 ans - 32 ans          | 2e                    | 5e                 | 6e                 | 6e                 | 2e                     | 4e                           | 2e                           | 3e                           | 3e                           | 4e                           | 2e                           | 2e                           | 2e                           | 2e                           | 2e                           |
| 2°                    | Yousra et Randa Les sœurs inséparables 33 ans - 32 ans          |                       |                    |                    |                    |                        |                              |                              |                              |                              |                              | -                            |                              |                              |                              |                              |
| 3°                    | Frédéric et Jessica Les fiancés d'internet 40 ans - 27 ans      | 3e                    | 4e                 | 5e                 | 8e                 | 3e                     | -                            | 1er                          | 4e                           | 2e                           | 2e                           | 3e                           | Eliminés (étape 11)          | Eliminés (étape 11)          | Eliminés (étape 11)          | Eliminés (étape 11)          |
| 3°                    | Frédéric et Jessica Les fiancés d'internet 40 ans - 27 ans      |                       |                    |                    |                    |                        |                              |                              |                              | E                            |                              |                              | Eliminés (étape 11)          | Eliminés (étape 11)          | Eliminés (étape 11)          | Eliminés (étape 11)          |
| 4°                    | Solange et Hervé Les papy et mamie montagnards 61 ans - 58 ans  | 1er                   | 6e                 | 7e                 | 3e                 | 5e                     | 1er                          | 4e                           | 1er                          | 4e                           | 3e                           | Eliminés (étape 10)          | Eliminés (étape 10)          | Eliminés (étape 10)          | Eliminés (étape 10)          | Eliminés (étape 10)          |
| 4°                    | Solange et Hervé Les papy et mamie montagnards 61 ans - 58 ans  |                       |                    |                    |                    |                        |                              |                              | E                            |                              |                              | Eliminés (étape 10)          | Eliminés (étape 10)          | Eliminés (étape 10)          | Eliminés (étape 10)          | Eliminés (étape 10)          |
| 5°                    | Hoang et Quyen Le frère et la sœur 26 ans - 28 ans              | 8e                    | 3e                 | 3e                 | 4e                 | 6e                     | 3e                           | 3e                           | 5e                           | 5e                           | Eliminés (étape 9)           | Eliminés (étape 9)           | Eliminés (étape 9)           | Eliminés (étape 9)           | Eliminés (étape 9)           | Eliminés (étape 9)           |
| 5°                    | Hoang et Quyen Le frère et la sœur 26 ans - 28 ans              |                       |                    |                    |                    |                        |                              | E                            |                              |                              | Eliminés (étape 9)           | Eliminés (étape 9)           | Eliminés (étape 9)           | Eliminés (étape 9)           | Eliminés (étape 9)           | Eliminés (étape 9)           |
| 6°                    | Fabrice et Nicolas Le couple belge 22 ans - 26 ans              | 4e                    | 7e                 | -                  | 5e                 | 4e                     | 2e                           | 6e                           | 6e                           | Eliminés (étape 8)           | Eliminés (étape 8)           | Eliminés (étape 8)           | Eliminés (étape 8)           | Eliminés (étape 8)           | Eliminés (étape 8)           | Eliminés (étape 8)           |
| 6°                    | Fabrice et Nicolas Le couple belge 22 ans - 26 ans              |                       |                    |                    |                    |                        |                              | E                            | E                            | Eliminés (étape 8)           | Eliminés (étape 8)           | Eliminés (étape 8)           | Eliminés (étape 8)           | Eliminés (étape 8)           | Eliminés (étape 8)           | Eliminés (étape 8)           |
| 7°                    | Sabine et Stéphanie La tante et la nièce 44 ans - 34 ans        | 9e                    | 2e                 | 2e                 | 7e                 | 7e                     | 5e                           | Eliminées (étape 6)          | Eliminées (étape 6)          | Eliminées (étape 6)          | Eliminées (étape 6)          | Eliminées (étape 6)          | Eliminées (étape 6)          | Eliminées (étape 6)          | Eliminées (étape 6)          | Eliminées (étape 6)          |
| 7°                    | Sabine et Stéphanie La tante et la nièce 44 ans - 34 ans        |                       |                    |                    | E                  | NE                     | E                            | Eliminées (étape 6)          | Eliminées (étape 6)          | Eliminées (étape 6)          | Eliminées (étape 6)          | Eliminées (étape 6)          | Eliminées (étape 6)          | Eliminées (étape 6)          | Eliminées (étape 6)          | Eliminées (étape 6)          |
| 8°                    | Chloé et Anne-Marie Les inconnues de l'aventure 27 ans - 61 ans | 5e                    | 1re                | 1re                | 2e                 | 8e                     | Abandon volontaire (étape 5) | Abandon volontaire (étape 5) | Abandon volontaire (étape 5) | Abandon volontaire (étape 5) | Abandon volontaire (étape 5) | Abandon volontaire (étape 5) | Abandon volontaire (étape 5) | Abandon volontaire (étape 5) | Abandon volontaire (étape 5) | Abandon volontaire (étape 5) |
| 8°                    | Chloé et Anne-Marie Les inconnues de l'aventure 27 ans - 61 ans |                       |                    | Abandon            |                    |                        | Abandon volontaire (étape 5) | Abandon volontaire (étape 5) | Abandon volontaire (étape 5) | Abandon volontaire (étape 5) | Abandon volontaire (étape 5) | Abandon volontaire (étape 5) | Abandon volontaire (étape 5) | Abandon volontaire (étape 5) | Abandon volontaire (étape 5) | Abandon volontaire (étape 5) |
| 9°                    | Christophe et Florian Le père et le fils 43 ans - 20 ans        | 7e                    | 8e                 | 8e                 | Eliminés (étape 3) | Eliminés (étape 3)     | Eliminés (étape 3)           | Eliminés (étape 3)           | Eliminés (étape 3)           | Eliminés (étape 3)           | Eliminés (étape 3)           | Eliminés (étape 3)           | Eliminés (étape 3)           | Eliminés (étape 3)           | Eliminés (étape 3)           | Eliminés (étape 3)           |
| 9°                    | Christophe et Florian Le père et le fils 43 ans - 20 ans        | E                     |                    |                    | Eliminés (étape 3) | Eliminés (étape 3)     | Eliminés (étape 3)           | Eliminés (étape 3)           | Eliminés (étape 3)           | Eliminés (étape 3)           | Eliminés (étape 3)           | Eliminés (étape 3)           | Eliminés (étape 3)           | Eliminés (étape 3)           | Eliminés (étape 3)           | Eliminés (étape 3)           |
| 10°                   | Patrick et Nino Les amis d'enfance 22 ans - 25 ans              | 10e                   | Eliminés (étape 1) | Eliminés (étape 1) | Eliminés (étape 1) | Eliminés (étape 1)     | Eliminés (étape 1)           | Eliminés (étape 1)           | Eliminés (étape 1)           | Eliminés (étape 1)           | Eliminés (étape 1)           | Eliminés (étape 1)           | Eliminés (étape 1)           | Eliminés (étape 1)           | Eliminés (étape 1)           | Eliminés (étape 1)           |
| 10°                   | Patrick et Nino Les amis d'enfance 22 ans - 25 ans              | E                     | Eliminés (étape 1) | Eliminés (étape 1) | Eliminés (étape 1) | Eliminés (étape 1)     | Eliminés (étape 1)           | Eliminés (étape 1)           | Eliminés (étape 1)           | Eliminés (étape 1)           | Eliminés (étape 1)           | Eliminés (étape 1)           | Eliminés (étape 1)           | Eliminés (étape 1)           | Eliminés (étape 1)           | Eliminés (étape 1)           |

| Étape                  | Étape | Étape       | Binômes participants                                                                          | Gagnants                                                |
| ---------------------- | ----- | ----------- | --------------------------------------------------------------------------------------------- | ------------------------------------------------------- |
| Drapeau de l'Équateur  | 1     | Immunités   | Fabrice et Nicolas - Cécilia et Matthieu - Christophe et Florian                              | Cécilia et Matthieu                                     |
| Drapeau de l'Équateur  | 2     | Immunités   | Solange et Hervé - Cécilia et Matthieu                                                        | Solange et Hervé                                        |
| Drapeau de l'Équateur  | 3     | Immunités   | Hoang et Quyen - Sabine et Stéphanie                                                          | Sabine et Stéphanie                                     |
| Drapeau du Chili       | 4     | Immunités   | Chloé et Anne-Marie - Frédéric et Jessica                                                     | Frédéric et Jessica                                     |
| Drapeau du Chili       | 5     | Immunités   | Cécilia et Matthieu - Frédéric et Jessica - Fabrice et Nicolas                                | Frédéric et Jessica                                     |
| Drapeau du Chili       | 6     | Immunités   | Cécilia et Matthieu - Hoang et Quyen                                                          | Cécilia et Matthieu                                     |
| Drapeau de l'Argentine | 7     | Immunités   | Cécilia et Matthieu - Fabrice et Nicolas - Frédéric et Jessica                                | Cécilia et Matthieu                                     |
| Drapeau de l'Argentine | 8     | Immunités   | Yousra et Randa - Frédéric et Jessica - Solange et Hervé                                      | Frédéric et Jessica                                     |
| Drapeau de l'Argentine | 9     | Sprints     | Hoang et Quyen - Cécilia et Matthieu - Yousra et Randa Frédéric et Jessica - Solange et Hervé | Cécilia et Matthieu Frédéric et Jessica Yousra et Randa |
| Drapeau de l'Argentine | 10    | Immunité    | Frédéric et Jessica - Yousra et Randa                                                         | Yousra et Randa                                         |
| Drapeau de l'Argentine | 11    | Demi-finale | Demi-finale                                                                                   | Demi-finale                                             |
| Drapeau de l'Argentine | 12    | Finale      | Finale                                                                                        | Finale                                                  |

Légende
- Un résultat en vert indique que l'équipe est immunisée.
- Un résultat en rouge indique que l'équipe est arrivée dernière.
- Ce logo  indique que l'équipe a eu le drapeau rouge.
- Ce logo  indique que l'équipe a remporté une amulette de 7.000€. En version miniature , que l'équipe s'est vu remettre une amulette de 7 000 € à la suite du départ d'une équipe, ou a voler l'amulette d'une autre équipe dans le cadre de la finale.
- Ce logo  indique que l'équipe a remporté une extra-amulette de 10 000 €. En version miniature , que l'équipe a voler l'extra-amulette d'une autre équipe dans le cadre de la finale.
- Les sigles E et NE indique le résultat de l'étape (Eliminatoire ou Non-Eliminatoire).
- L'inscription Abandon informe que l'équipe a décidé d'abandonner durant l'étape.

Notes
- Cécilia et Matthieu ont participé à la saison 13 de Pékin Express, puis Cécilia a participé à la saison 8, au côté de Joël, candidat de la saison 3.
- Frédéric et Jessica ont participé à la saison 8 de Pékin Express, puis Frédéric a participé à la saison 10, au côté de Chantal, sa nouvelle compagne.
- Hoang et Quyen ont participés à la saison 19 de Pékin Express, puis Hoang a participé à la saison 6 de Pékin Express, au côté de Frédéric Lama. Puis, à la seconde saison d'itinéraire bis, au côté de Mehdi, candidat de la saison 11.
- Chloé a participé et gagné la saison 6 de Pékin Express, au côté de Taïg Khris.

## Audimat

### Pékin Express: La Route du bout du monde
| Épisode | Jour et horaire de diffusion      | Téléspectateurs en million(s) | Parts de marché (sur les 4 ans et plus) | Référence |
| ------- | --------------------------------- | ----------------------------- | --------------------------------------- | --------- |
| 1       | Mardi 13 avril 2010 (20:40-22:40) | 3 600 000                     | 14,7 %                                  | [ 16 ]    |
| 2       | Mardi 20 avril 2010 (20:40-22:40) | 3 200 000                     | 13,3 %                                  | [ 17 ]    |
| 3       | Mardi 27 avril 2010 (20:40-22:40) | 2 900 000                     | 11,6 %                                  | [ 18 ]    |
| 4       | Mardi 4 mai 2010 (20:40-22:40)    | 3 024 000                     | 12,2 %                                  | [ 19 ]    |
| 5       | Mardi 11 mai 2010 (20:40-22:40)   | 3 500 000                     | 14,7 %                                  | [ 20 ]    |
| 6       | Mardi 18 mai 2010 (20:40-22:40)   | 3 919 000                     | 16 %                                    | [ 21 ]    |
| 7       | Mardi 25 mai 2010 (20:40-22:40)   | 3 100 000                     | 13,5 %                                  | [ 22 ]    |
| 8       | Mardi 1er juin 2010 (20:40-22:40) | 3 500 000                     | 14,5 %                                  | [ 23 ]    |
| 9       | Mardi 8 juin 2010 (20:40-22:40)   | 3 665 000                     | 15,8 %                                  | [ 24 ]    |
| 10      | Mardi 15 juin 2010 (20:40-22:40)  | 2 721 000                     | 11,4 %                                  | [ 25 ]    |
| 11      | Mardi 22 juin 2010 (20:40-22:40)  | 3 178 000                     | 14 %                                    | [ 26 ]    |
| 12      | Mardi 29 juin 2010 (20:40-22:40)  | 3 315 000                     | 15,3 %                                  | [ 27 ]    |

Légende
- plus hauts scores d'audiences
- plus bas scores d'audiences

### Pékin Express: L'aventure continue
| Émission | Jour et horaire de diffusion      | Téléspectateurs en million(s) | Parts de marché (sur les 4 ans et plus) | Référence |
| -------- | --------------------------------- | ----------------------------- | --------------------------------------- | --------- |
| 1        | Mardi 13 avril 2010 (22:40-23:40) | 1 500 000                     | 15,7 %                                  | [ 16 ]    |
| 2        | Mardi 20 avril 2010 (22:40-23:40) | 1 500 000                     | 12,6 %                                  | [ 17 ]    |
| 3        | Mardi 27 avril 2010 (22:40-23:40) | 1 400 000                     | 10,5 %                                  | [ 18 ]    |
| 4        | Mardi 4 mai 2010 (22:40-23:40)    | 1 300 000                     | 11,3 %                                  | [ 19 ]    |
| 5        | Mardi 11 mai 2010 (22:40-23:40)   | 1 500 000                     | 14 %                                    | [ 20 ]    |
| 6        | Mardi 18 mai 2010 (22:40-23:40)   | 1 500 000                     | 12,2 %                                  | [ 21 ]    |
| 7        | Mardi 25 mai 2010 (22:40-23:40)   | 1 200 000                     | 12,3 %                                  | [ 22 ]    |
| 8        | Mardi 1er juin 2010 (22:40-23:40) | 1 500 000                     | 13 %                                    | [ 23 ]    |
| 9        | Mardi 8 juin 2010 (22:40-23:40)   | 1 400 000                     | 14,2 %                                  | [ 24 ]    |
| 10       | Mardi 15 juin 2010 (22:40-23:40)  | 1 100 000                     | 9,4 %                                   | [ 25 ]    |
| 11       | Mardi 22 juin 2010 (22:40-23:40)  | 1 200 000                     | 10,7 %                                  | [ 26 ]    |
| 12       | Mardi 29 juin 2010 (22:40-23:40)  | 1 200 000                     | 12,9 %                                  | [ 27 ]    |

Légende
- plus hauts scores d'audiences
- plus bas scores d'audiences